# Teofilantropia

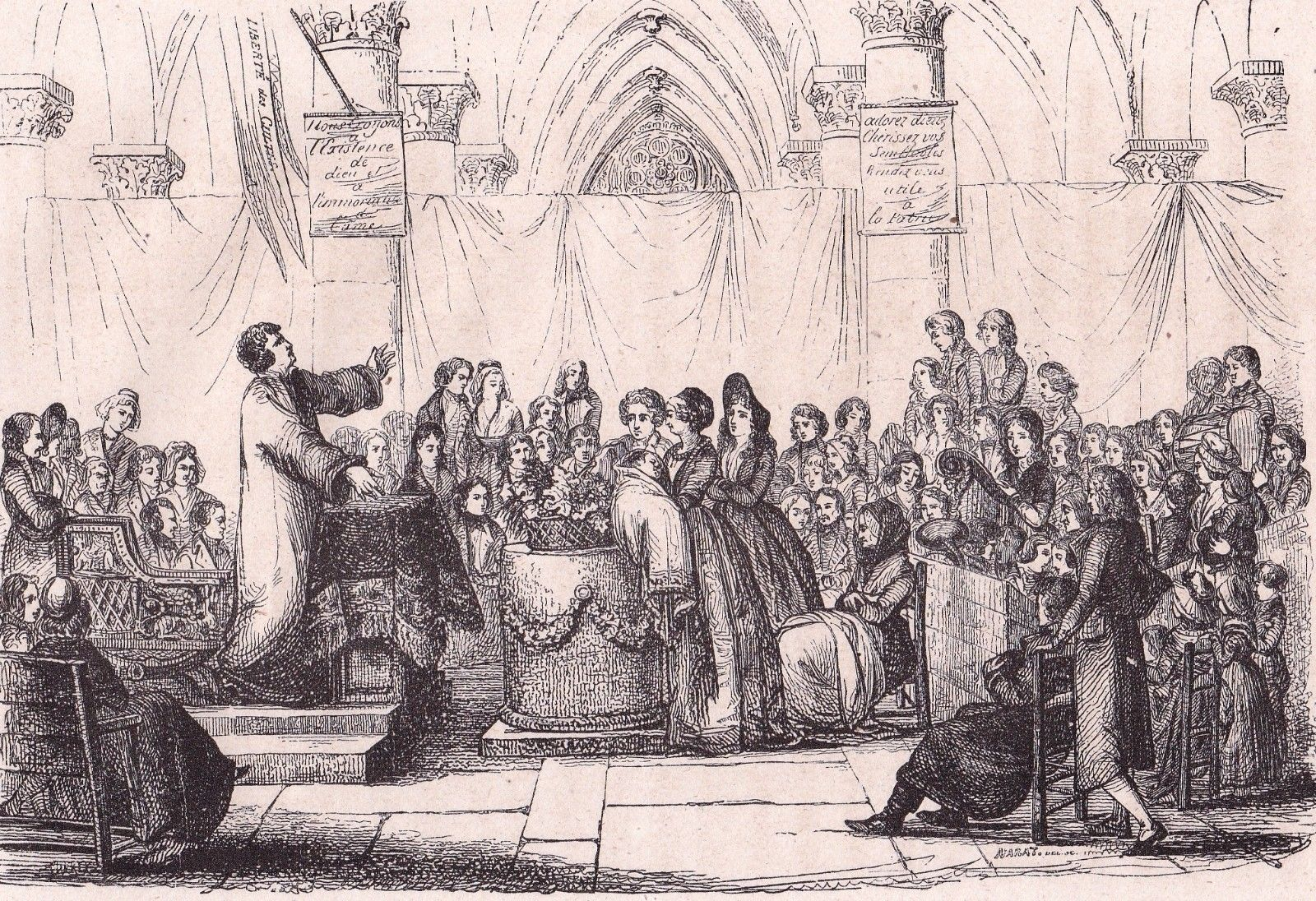
Riunione di teofilantropi

La teofilantropia ("Amici di Dio e dell'uomo") era un culto deistico, formatasi in Francia durante l'ultima parte della Rivoluzione francese, retaggio del culto dell'Essere Supremo. Una sua variante semplice fu il culto decadario, istituito dal Direttorio nel 1798 per il decimo giorno della decade ("decadì"), che aveva sostituito la settimana nel calendario rivoluzionario francese, soppresso poi da Napoleone che ripristinò la settimana e la domenica nel 1801; Bonaparte vietò anche le manifestazioni pubbliche della teofilantropia, in quanto considerata uno dei tanti gruppi politici che furono tutti sciolti, prima di abolire del tutto il calendario repubblicano nel 1806.

## Origini
Le origini della teofilantropia si trovano nel culto dell'Essere Supremo, istituito durante la rivoluzione francese nel maggio 1794.
Thomas Paine, insieme ad altri discepoli di Rousseau e Robespierre, fu tra i primi propositori di una nuova religione, in cui si sarebbero combinati il deismo di Rousseau, Benjamin Franklin e Voltaire e la virtù civica (rè de la vertu) di Robespierre. Jean-Baptiste Chemin scrisse il Manuel des théopanthropophiles e Valentin Haüy offrì il suo istituto per ciechi come luogo provvisorio di incontro. Quando, in seguito, la Convenzione cedette loro la chiesetta di Sainte Catherine, a Parigi, la nascente setta conquistò alcuni seguaci e protettori; tuttavia il suo progresso fu lento fino a quando Louis Marie de La Révellière-Lépeaux, un membro influente del Direttorio, ne prese la causa.

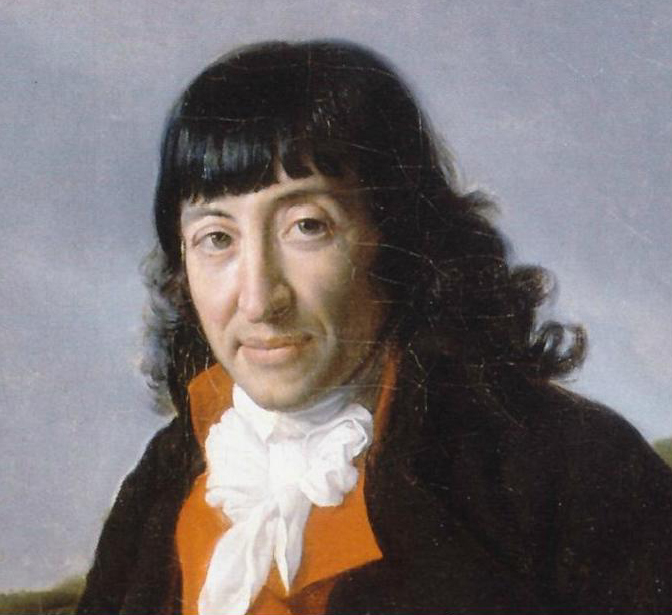
Louis Marie de La Révellière-Lépeaux

Ma fu solo dopo il colpo di Stato del 18 fruttidoro, che lasciò La Révellière-Lépeaux padrone della situazione accanto a Barras, che la sua simpatia diede i suoi frutti nell'apogeo della teofilantropia. Mescolato in un certo senso con il culte décadaire, entrò in possesso di alcune delle grandi chiese di Parigi come Notre-Dame, Saint-Jacques du Haut Pas, St-Médard ecc.; prese una parte cospicua in tutte le celebrazioni nazionali e dalla metropoli passò alle province, principalmente al dipartimento dell'Yonne.
Il movimento, nonostante una forte opposizione da parte dei cattolici, stava gradualmente prendendo piede tra le masse quando il Direttorio pose bruscamente fine alla sua influenza,  probabilmente a causa della sua contiguità con il neo-giacobinismo del Club del Maneggio, non visto con favore nemmeno da La Révellière-Lépeaux, che era un ex girondino anche se aveva militato nel primo Club giacobino. Napoleone Bonaparte infine soppresse il movimento nel 1801, assieme a tutte le fazioni politiche.

## Reazione cattolica
Il clero costituzionale, nel consiglio nazionale di Notre Dame nel 1797, protestò contro la nuova religione e Henri Grégoire scrisse nei suoi Annales de la Religion (VI, n. 5):
"La teofilantropia è una di quelle istituzioni derisorie che pretendono di portare a Dio proprio quelle persone che scacciano da Lui estraniandole dal cristianesimo... Aborrito dai cristiani, è respinto dai filosofi che, pur non sentendo il bisogno di una religione per se stessi, vogliono ancora che il popolo si aggrappi alla fede dei loro padri».
Papa Pio VI il 17 maggio 1800 pose l'interdetto alle chiese che erano state usate dai deisti, e il cardinale Ercole Consalvi, nel corso delle trattative per il Concordato del 1801, chiese che si ponesse rapidamente fine al loro uso delle chiese cattoliche.

## Storia successiva
Nel corso del diciannovesimo secolo furono fatti sporadici tentativi di far rivivere il teofilantropo. Nel 1829 Henri Carle fondò "L'alliance religieuse universelle", con La libre conscience come organo, ma sia la società che il periodico scomparvero durante la guerra franco-prussiana. Nel 1882 Décembre e Vallières, attraverso La fraternité universelle e molte pubblicazioni simili, cercarono direttamente di riorganizzare la setta, ma il tentativo fallì e, nel 1890, Décembre confessò l'impossibilità di destare l'interesse pubblico. Il voluminoso libro di Camerlynck, "Théisme", pubblicato a Parigi nel 1900, aveva uno scopo simile e andò incontro a un destino simile.
Tentativi di diffusione della teofilantropia fuori dalla Francia e specialmente in Italia furono fatti durante il triennio giacobino. I simpatizzanti giacobini locali provarono a diffondere questi culti deisti organizzati anche nelle repubbliche sorelle sorte a seguito della discesa di Napoleone nel 1796, e questo accadde anche in quelle formatesi in Italia, soprattutto nelle zone dove i francesi furono meglio accolti e si piantarono gli Alberi della Libertà, ma ebbero poco seguito tra la popolazione e scomparvero subito, a parte negli ambienti delle società segrete (Società dei Centri, Società dei Raggi, Società Patriottica Napoletana).
Tali idee si rilevano in numerose pubblicazioni giacobine italiane, come il Monitore Napoletano, organo della Repubblica Napoletana del 1799.
Nel 1797 Matteo Galdi, Carlo Lauberg e Giovanni Fantoni proposero l'istituzione di un club teofilantropico a Milano. Il culto si diffuse anche nei gruppi giacobini di Torino nel 1799.
Si rileva un'influenza del deismo dei teofilantropi sulle credenze religiose legate alle sette politiche del giacobino Filippo Buonarroti (già governatore di Oneglia per la Repubblica francese e sodale di François-Noël Babeuf), come l'Adelfia e i Sublimi Maestri Perfetti, un gruppo affine alla carboneria e alla massoneria liberale, e la Società dei Veri Italiani; ma anche in forma non organizzata nel pensiero di Giuseppe Mazzini, fondatore della Giovine Italia, nonché figlio di un aderente alla Repubblica Ligure, che predicava anche un Dio universale che guidava i popoli (una sorta di "teocrazia popolare"), contrapposto a quello delle religioni rivelate, specialmente al cattolicesimo, e spogliato dai dogmi.
Secondo Raquel Capurro, il culto del Grand-Être sviluppato da Auguste Comte con la religione dell'umanità, che egli ideò nella fase detta religiosa del positivismo, è un retaggio remoto dei culti rivoluzionari come culto della Ragione, il culto dell'Essere Supremo e la stessa teofilantropia, ripresa di quest'ultimo.

## Credenze e organizzazione
La teofilantropia è stato descritta nel Manuel du théophilanthropie, di cui sono state fatte nuove edizioni man mano che i lavori procedevano. L'organo di governo era composto da due comitati, uno chiamato "comité de direction morale", incaricato dello spirituale, l'altro chiamato "comité des administrateurs" incaricato delle temporalità.
Nessun credo dogmatico è stato imposto agli aderenti alla nuova religione, ai due principi fondamentali, vale a dire l'esistenza di Dio e l'immortalità dell'anima, essendo credenze puramente sentimentali (croyances de sentiment) ritenute necessarie per la conservazione della società e il benessere degli individui. L'insegnamento morale, considerato la caratteristica principale del movimento, si collocava in una posizione intermedia tra la severità dello  stoicismo e il lassismo dell'epicureismo. Il suo principio fondamentale era la ricerca del "buono": buono è tutto ciò che tende a preservare e perfezionare l'uomo; il male è tutto ciò che tende a distruggerlo o danneggiarlo. È alla luce di quell'assioma e non della norma cristiana - nonostante la fraseologia - che bisogna considerare, secondo i teofilantropi, i comandamenti riguardanti l'adorazione di Dio, l'amore del prossimo, le virtù domestiche e il patriottismo.
Il culto teofilantropo era dapprima molto semplice e destinato principalmente alla casa: consisteva in una breve invocazione a Dio al mattino e in una specie di esame di coscienza a fine giornata, mentre un semplice altare su cui erano adagiati fiori e frutti, alcune iscrizioni appese alle pareti, una piattaforma per i lettori o gli oratori, erano gli unici arredi consentiti. I fondatori erano particolarmente ansiosi che questa semplicità fosse rigorosamente rispettata. Tuttavia, il progresso della setta portò gradualmente a un cerimoniale più elaborato. È ben lontano dai primi incontri in cui il ministro o père de famille, presiedeva la preghiera o imitava il battesimo cristiano, la prima comunione, i matrimoni o i funerali, all'esibizione delle cosiddette feste nazionali. 

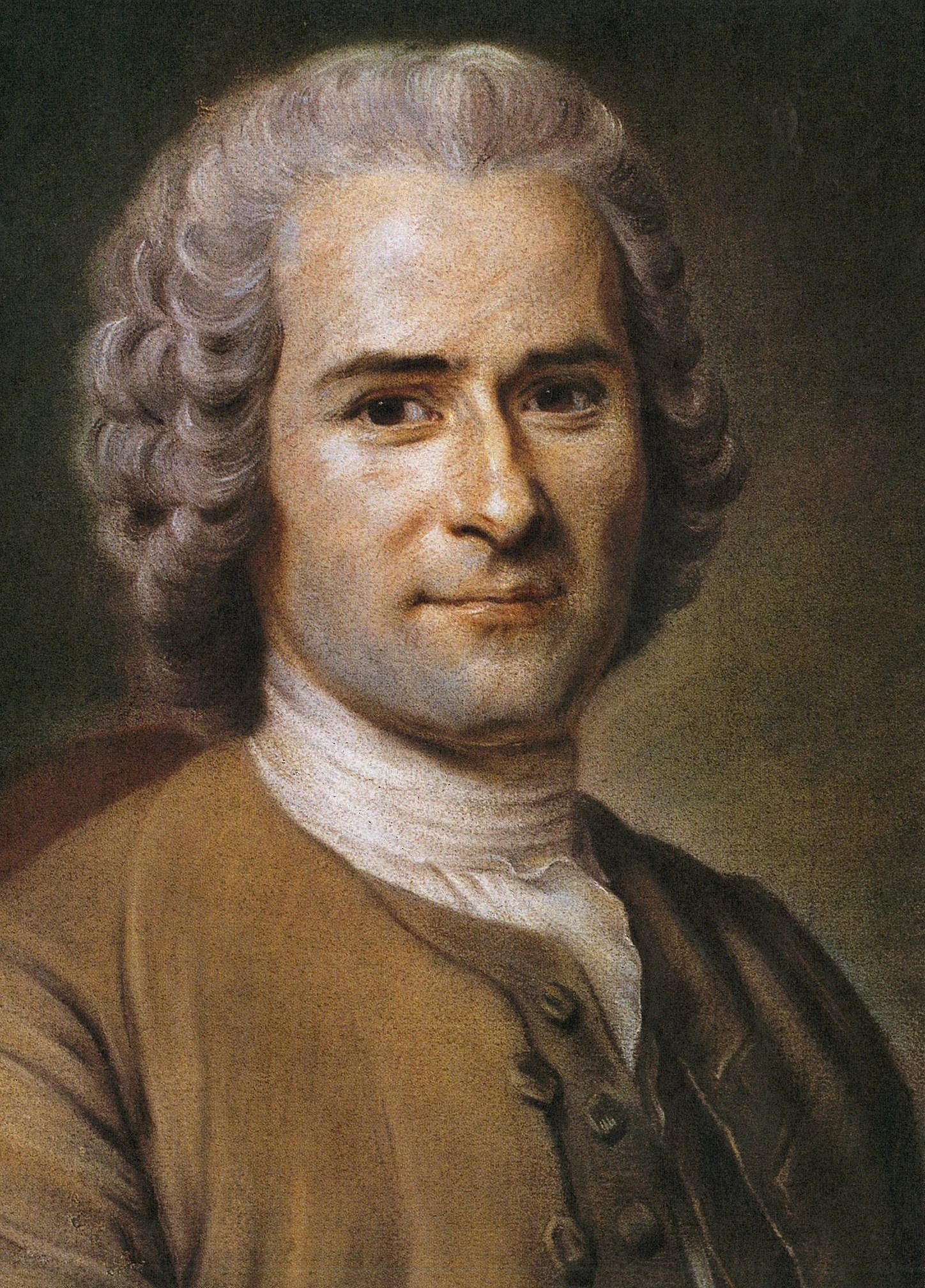
Jean-Jacques Rousseau

C'era anche una messa teofilantropica, che, tuttavia, si avvicinava molto di più a un servizio calvinista che alla liturgia cattolica.[citazione necessaria] La prima idea della setta appartenne in realtà a David Williams, un ministro gallese che esercitò una notevole influenza a Parigi durante la Rivoluzione. Chemin consultò invece i calvinisti francesi prima di lanciare il suo Manuel.
Degli inni adottati dalla setta, alcuni tratti dagli scritti di Jean-Baptiste Rousseau, Madame Deshoulières, o anche Jean Racine, restituiscono uno spirito nobile ma, accanto a questi, ci sono elucubrazioni roboanti come l'"Hymne de la fondation de la ré" e l'"Inno alla souverainete du peuple". La stessa strana combinazione si trova nelle feste in cui Socrate, Jean-Jacques Rousseau e San Vincenzo de' Paoli sono ugualmente onorati e nel sermone in cui arringhe politiche si intrecciano esortazioni morali. Nell'orazione funebre tenuta da Jean-François Dubroca in onore di George Washington l'oratore, sotto la copertura dell'eroe americano, si rivolse al nascente Napoleone Bonaparte, al tempo considerato vicino al deismo e non ancora nemico della teofilantropia.

## Fonti
- Joseph Brugerette, Les cré religieuses de la revolution (Paris 1904):
- Giambattista Ferrero, Disamina Filosofica de Dommi e della Morale Religiosa de Teofilantropi (Turin 1798).
- Albert Mathiez, La Théophilanthropie et le culte decadaire, 1796-1801 (Paris 1903);
- Thomas Paine, The Age of Reason
- William Hamilton Reid, The Rise and Dissolution of the Infidel Societies in this Metropolis (London, 1800):
- Maurice Tourneaux, Bibliographie de l'histoire de Paris pendant la Révolution (Paris 1890-1900).
- Maurice Tourneaux, Contributions à l'histoire religieuse de la révolution française (Paris 1907);
- (EN) Catholic Encyclopedia, vol. 14, New York, Encyclopedia Press, 1913.